# Jiaotong-Universität Xi’an
Die Jiaotong-Universität Xi’an, kurz: JUX, (chinesisch 西安交通大学, Pinyin Xī'ān Jiāotōng Dàxué, englisch Xi’an Jiaotong University, kurz: XJTU) ist eine 1896 gegründete chinesische Universität in Xi’an in der Provinz Shaanxi. Der Name „Jiaotong“ (交通,  jiāotōng,  Chiaotung) hat im Chinesischen sowohl die Bedeutung von „Verkehr“ und „Transport“ als auch „Kommunikation“ und „Verbindung“.
Die Jiaotong-Universität Xi’an ist Mitglied in der C9-Liga, dem chinesischen Pendant zur amerikanischen Ivy League. Die C9-Liga wurde im Jahre 2009 gegründet und vereint die neun angesehensten Universitäten Chinas.

## Geschichte
Sheng Xuanhuai (盛宣怀,  Shèng Xuānhuái, 1844–1916), der Transportminister der Qing-Dynastie gründete im Jahr 1896 in Shanghai die „Öffentliche Nanyang-Schule“ (南洋公学,  Nányáng Gōngxué), aus der später die Jiaotong-Universität hervorging. Die Jiaotong-Universität war eine der besten Universitäten der Republik China (1912–1949).
Nach Gründung der Volksrepublik China im Jahr 1949 beschloss die damalige Zentralregierung im Jahr 1956 unter der Führung von Premierminister Zhou Enlai, die Jiaotong-Universität nach Xi’an umzusiedeln. Damit sollten Bildung und industrielle Entwicklung in den westlichen Regionen gefördert werden. Der Umzug begann, trotz kontroverser Diskussionen, im Jahr 1956. Bis Ende 1957 kamen 65 % der Fakultäten und Lehrkräfte und über 60 % der Studenten in Xi’an an. Im Jahr 1957 entschied sich die Zentralregierung nach umfangreichen Untersuchung und Auseinandersetzungen dafür, die Jiaotong-Universität zu teilen. Der bereits umgezogene Teil gründete in Xi’an eine völlig unabhängige Universität und der in Shanghai verbliebene Teil sollte sich dort weiterentwickeln. Er ist heute als Jiaotong-Universität Shanghai bekannt.

## Campusse

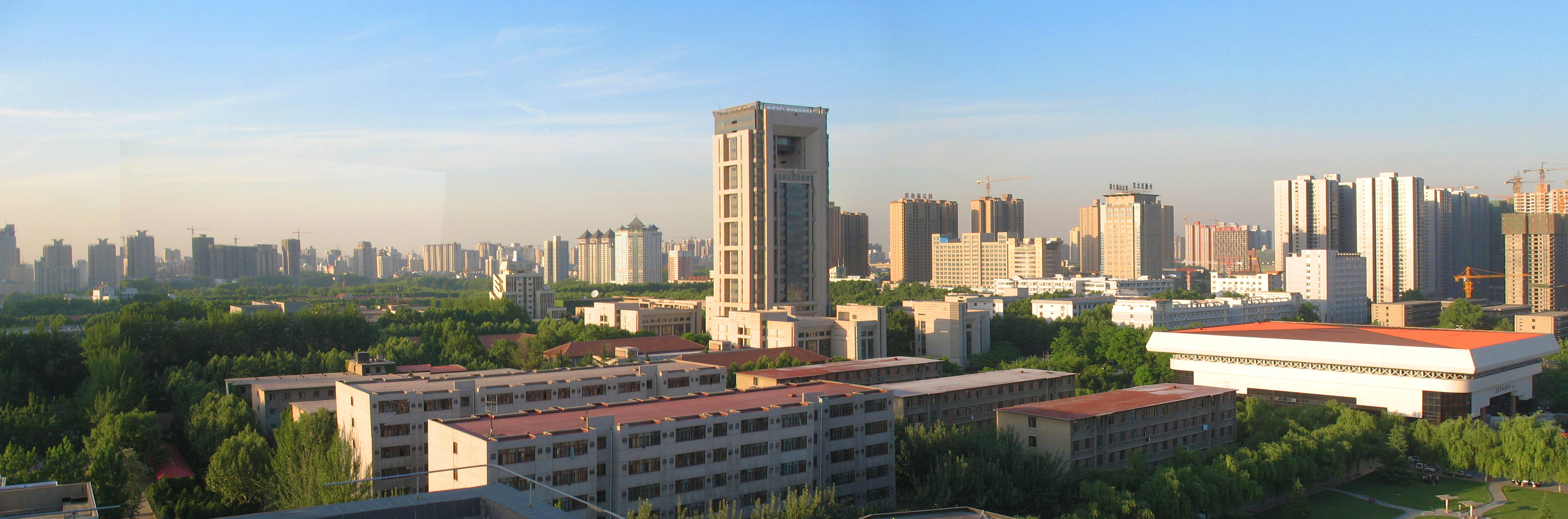
Xingqing-Campus

Die JUX hat drei Campusse, die sich alle in der Innenstadt von Xi’an befinden.

### Xingqing
Der Xingqing-Campus (兴庆校区,  Xīngqìng Xiàoqū) ist der Hauptcampus der JUX. Er ist nach dem Xingqing-Palast (兴庆宫,  Xīngqìng Gōng) der Tang-Dynastie benannt, der hier einmal stand.

### Yanta
Der Yanta-Campus (雁塔校区,  Yàntǎ Xiàoqū) ist der Campus der Medizinischen Fakultät und der Fakultät für Wirtschaft und Finanzen. Den Campus nennt man „Yanta“, weil er sich in der Nähe der Großen Wildganspagode (Dà Yàntǎ) befindet.

### Qujiang
Auf dem Qujiang-Campus (曲江校区,  Qǔjiāng Xiàoqū) befinden sich einige Forschungszentren, so z. B. das „Frontinstitut für Wissenschaftliche und Technische Forschung“, kurz: FWTF, (前沿科学技术研究院, englisch FIST).

## Internationale Kooperationen
Am 23. Mai 2006 gründete die Jiaotong-Universität Xi’an in Partnerschaft mit der University of Liverpool in Suzhou, in der Provinz Jiangsu der Volksrepublik China, die Xi’an Jiaotong-Liverpool University, kurz: XJTLU. Es handelt sich um eine Natur- und Ingenieurwissenschaftliche Hochschule mit einem zusätzlichen Schwerpunkt in Englischer Sprache. Die Unterrichtssprache ist Englisch, die meisten Fakultäten haben einen hohen Anteil internationaler Professoren. Die Studierenden erhalten sowohl einen Abschluss der Xi’an Jiaotong-Liverpool University als auch einen Abschluss der University of Liverpool.

## Fakultäten
Die JUX gliedert sich in 19 sogenannte „Akademien“ (学院). Hinzu kommen das bereits erwähnte FWTF, das „Ökonomische Forschungszentrum Jinhe“ (金禾经济研究中心), die „Akademie für Nachhaltige Entwicklung“ (可持续发展学院), die „Akademie für Dramaturgie“ (戏剧学院) und die „Internationale Akademie für Pädagogik“ (国际教育学院).

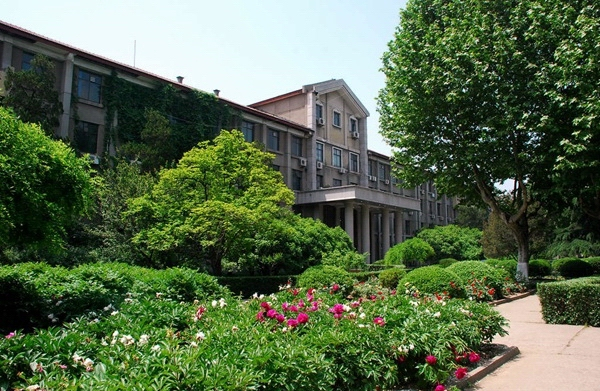
Fakultät für Naturwissenschaften

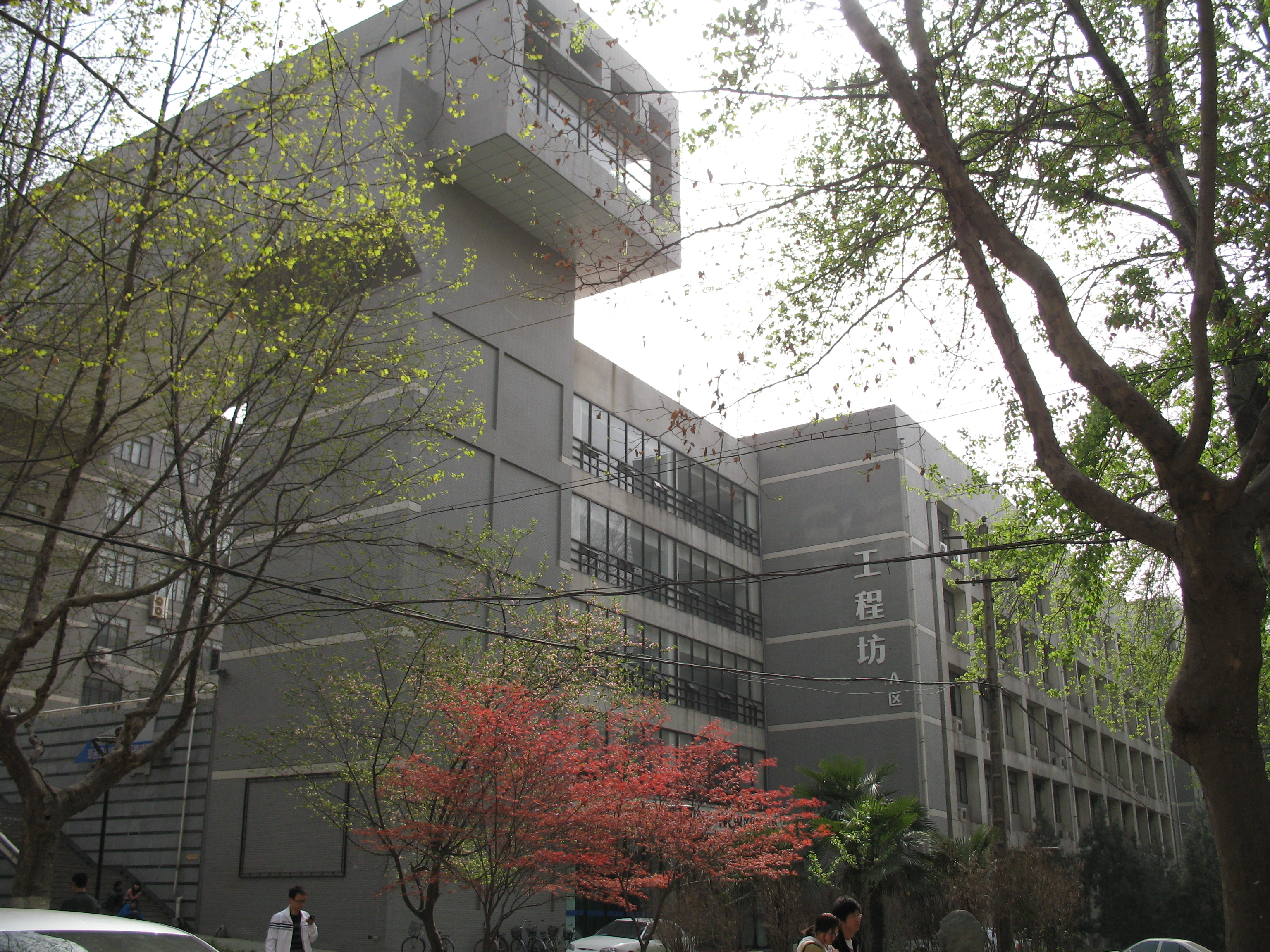
Lehrwerkstatt der Fakultät für Maschinenbau

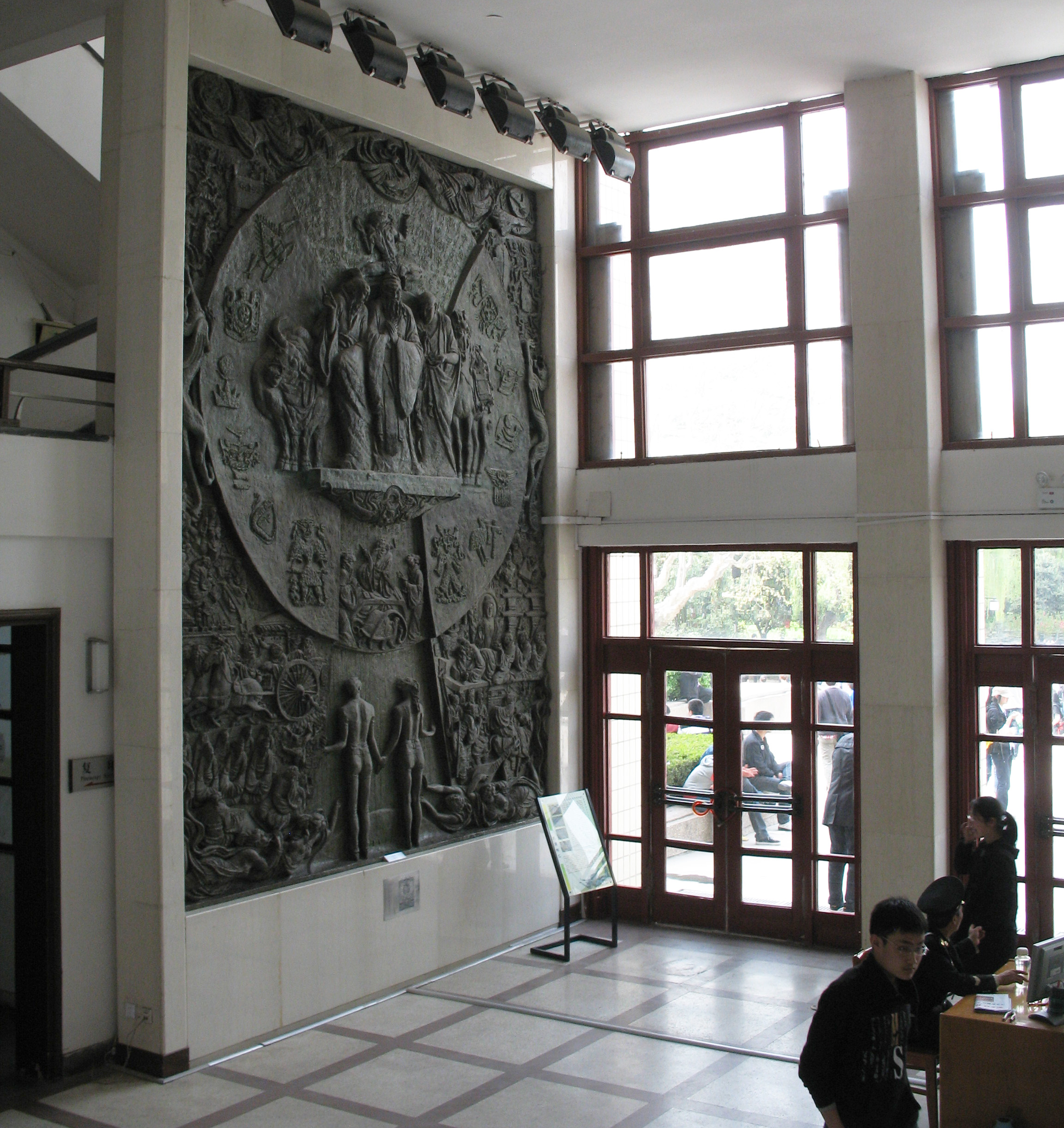
Ein Relief in der Universitätsbibliothek, das Konfuzius, Lao Zi und Buddha zeigt

1. Akademie für Naturwissenschaften (理学院)
  - Abteilung Physik (物理学科): Fakultät für Angewandte Physik (应用物理系), Fakultät für Werkstoff-Physik (材料物理系) und drei weitere Einrichtungen;
  - Abteilung Chemie (化学学科): Fakultät für Angewandte Chemie (应用化学系), Fakultät für Werkstoff-Chemie (材料化学系) und eine weitere Einrichtung;
2. Akademie für Mathematik und Statistik (数学与统计学院): Mathematische Fakultät (数学系), Fakultät für Angewandte Mathematik (应用数学系), Fakultät für Informationswissenschaften (信息科学系), Fakultät für Informatik (计算科学系), Fakultät für Statistik (统计系);
3. Akademie für Maschinenbau (机械工程学院): Fakultät für Maschinenbau und Automatisierung (机械工程及自动化系), Fakultät für Industriedesign (工业设计系) und zwei weitere Einrichtungen;
4. Akademie für Elektro-Maschinenbau (电气工程学院): Fakultät für Elektromaschinen, Elektrogeräte und Kontrolle (电机电器及其控制系), Fakultät für Elektroenergie-Ingenieurwesen (电力工程系), Fakultät für Industrielle Automatisierung (工业自动化系) und zwei weitere Einrichtungen;
5. Akademie für Elektronik und Informationstechnologie (电子与信息工程学院): Fakultät für Elektronik und Elektrotechnik (电子科学与技术系), Fakultät für Informations- und Nachrichtentechnik (信息与通信工程系), Fakultät für Wissenschaft und Technik der Automatisierung (自动化科学与技术系), Fakultät für Hardware und Computertechnologie (计算机科学与技术系) und eine weitere Einrichtung;
6. Akademie für Energie- und Antriebstechnik (能源与动力工程学院): Fakultät für Wärmekrafttechnik (热能工程系), Fakultät für Chemische Verfahrenstechnik (化学工程系), Fakultät für Umwelttechnik (环境工程系), Fakultät für Kühl- und Kältetechnik (制冷及低温工程系), Fakultät für Nuklearwissenschaften und Nukleartechnik (核科学与技术系) und drei weitere Einrichtungen;
7. Akademie für Software (软件学院): Fachbereich Software-Ingenieurwesen (软件工程专业);
8. Akademie für Materialwissenschaft und Werkstofftechnik (材料科学与工程学院): Fakultät für Materialwissenschaft (材料学系), Fakultät für Werkstoffbearbeitung (材料加工工程系), Fakultät für Werkstoffphysik und Werkstoffchemie (材料物理与化学系);
9. Akademie für Habitat-, Umwelt- und Bauingenieurwissenschaft (人居环境与建筑工程学院): Fakultät für Architektur (建筑学系), Fakultät für Hoch- und Tiefbau (土木工程系), Fakultät für Umwelt, Wissenschaft und Technik (环境与科学技术系) und eine weitere Einrichtung;
10. Akademie für Luft- und Raumfahrttechnik (航天航空学院): Fakultät für Luftfahrttechnik (航天工程系), Fakultät für Raumfahrttechnik (航空工程系), Fakultät für Wissenschaftliches Rechnen und Strukturdesign (科学计算与结构设计系) und eine weitere Einrichtung;
11. Akademie für Biowissenschaften und Technik (生命科学与技术学院): Fakultät für Biowissenschaften und Bio-Ingenieurwesen (生物科学与工程系), Fakultät für Biomedizin und Technik (生物医学工程系) und eine weitere Einrichtung;
12. Akademie für Chemieingenieurwesen und Verfahrenstechnik (化学工程与技术学院): Fakultät für Verfahrenstechnik (化学工程系) und eine weitere Einrichtung;
13. Akademie für Medizin (医学院): Fakultät für Vererbungslehre und Molekularbiologie (遗传学与分子生物学系), Fakultät für Human-Anatomie und Gewebe-Embryologie (人体解剖学与组织胚胎学系), Fakultät für Öffentliche Hygiene (公共卫生学系), Fakultät für Pharmakologie (药理学系), Fakultät für Pharmazeutik (药学系), Fakultät für Rechtsmedizin (法医学系) und fünf weitere Einrichtungen;
14. Akademie für Management (管理学院): Fakultät für Organisationsmanagement (组织管理系), Fakultät für Finanz- und Rechnungswesen (会计与财务系) und fünf weitere Einrichtungen;
15. Akademie für Öffentliche Verwaltung (公共政策与管理学院): Fakultät für Administratives Management (行政管理系) und eine weitere Einrichtung;
16. Akademie für Geistes- und Sozialwissenschaften (人文社会科学学院): Philosophische Fakultät (哲学系), Fakultät für Soziologie (社会学系), Fakultät für Politologie (政治学系), Fakultät für Chinesische Sprache, Schrift und Literatur (中文系), Fakultät für Kunst (艺术系), Fakultät für Chinesische Kalligraphie (中国书法系);
17. Akademie für Rechtswissenschaft (法学院): Fachbereich Jura (法学专业);
18. Akademie für Fremdsprachen (外国语学院): Englisch-Fakultät (英语系), Japanisch-Fakultät (日语系), Französisch-Fakultät (法语系), Deutsch-Fakultät (德语系), Russisch-Fakultät (俄语系);
19. Akademie für Wirtschaft und Finanzen (经济与金融学院): Fakultät für Wirtschaftswissenschaften (经济学系), Fakultät für Finanzwissenschaft (财政系), Fakultät für Internationale Wirtschaft und Handel (国际经济与贸易系) und fünf weitere Einrichtungen.

## Ranking
Laut QS World University Rankings gehört die JUX dauerhaft zu den zehn besten Universitäten der Volksrepublik China. Dabei ist sie die am höchsten bewertete Universität in Westchina.
| Ranking                                                                     | 2012     | 2011     | 2010     | 2009     | 2008     | 2007 |
| --------------------------------------------------------------------------- | -------- | -------- | -------- | -------- | -------- | ---- |
| THES-QS Rankings (2003–2009) QS Rankings (2010-) (Engineering & Technology) | 112      | 114      | 114=     | 177      | 166      | 178  |
| THES-QS Rankings (2003–2009) QS Rankings (2010-) (Life Sciences & Medicine) | -        | -        | -        | -        | 284=     | 251= |
| THES-QS Rankings (2003–2009) QS Rankings (2010-) (World)                    | 361      | 382      | 401- 450 | 401- 500 | 401- 500 | 447= |
| Academic Ranking of World Universities (Engineering/Technology)             | 101- 150 | -        | -        | -        | -        | -    |
| Academic Ranking of World Universities (World)                              | 301-400  | 401- 500 | 401- 500 | -        | -        | -    |

## Bekannte Absolventen

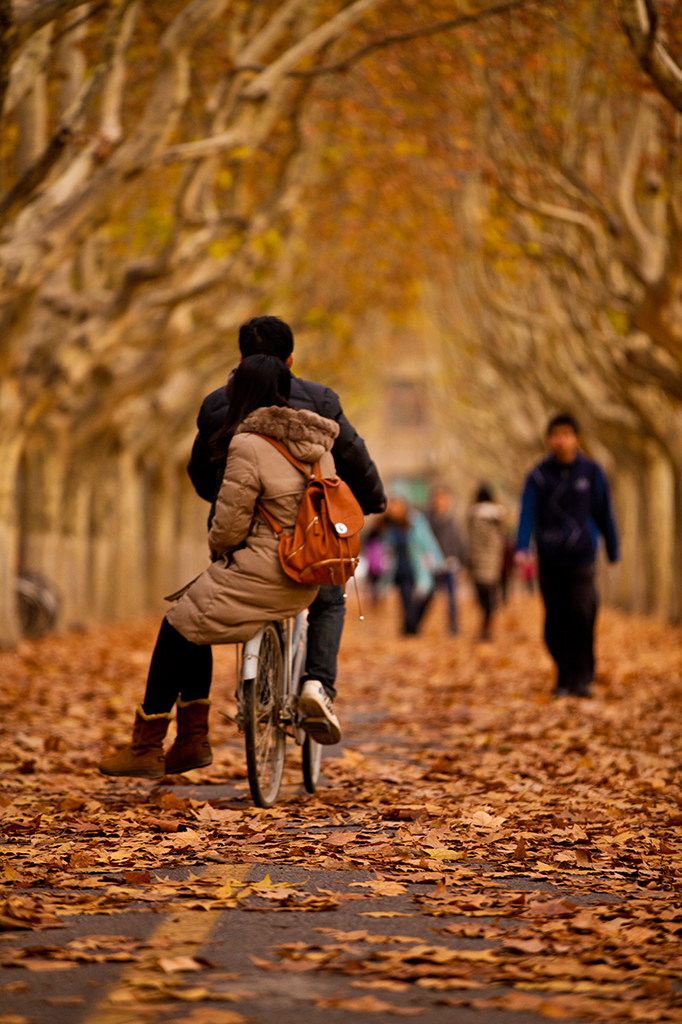
Herbst in der JUX

- Qian Xuesen (钱学森,  Qián Xuésēn);
- Jiang Zemin (江泽民,  Jiāng Zémín);
- Jing Haipeng (景海鹏, Jǐng Hǎipéng);
- Zhou Hongyi (周鸿祎,  Zhōu Hóngyì)
Gründer von QIHU, ein chinesisches IT-Unternehmen mit rund 402 Mio. Kunden in China;[7]
- Lu Lei (卢雷,  Lú Léi)
CEO von Apple Inc. Asian Pacific[8]